# Brigitte Herlin
Pour les articles homonymes, voir Herlin.
Brigitte Herlin est une lutteuse française.
Aux Championnats du monde, elle remporte la médaille d'or en lutte féminine dans la catégorie des moins de 65 kg en 1987 à Lørenskog.